# Sultanhanı
Sultanhanı je mesto (belde) v provinci Aksaray, Turčija. Imenuje se po znamenitem hanu v mestu.

## Geografija
Sultanhanı je na 38°15′N 33°33′E / 38.250°N 33.550°E. Razdalja do Aksaraya je približno 40 km in do južne obale jezera Tuz je 20 kilometrov. V mestu je bilo leta 2010 10330 prebivalcev, zato je eno med najbolj naseljenimi mesti province. 

## Zgodovina
Trenutno Sultanhanı ni na eni od glavnih avtocest v Turčiji. Vendar je bil v zgodovini med najpomembnejšimi postanki na karavanskih poteh v srednjem veku. Seldžuški han, ki ga je naročil Alaattin Keykubat (Alā ad-Dīn Kayqubād bin Kaykāvūs), je imel 4866 kvadratnih metrov in velja za enega najbolje ohranjenih hanov iz obdobja Seldžukov. Po obdobju odkritij je, tako kot druge karavanske poti, tudi Sultanhanı han postal zanemarjen.
Drugi mejnik v lokalni zgodovini je bila bitka pri Sultanhaniju (imenovana tudi bitka pri Aksarayu) leta 1256, ko je mongolska vojska pod poveljstvom Baijuja premagala Seldžuke. 

## Gospodarstvo
Čeprav je zemlja okoli Sultanhanı precej slana, mestno gospodarstvo cveti. Glavni kmetijski pridelki so žita in sladkorni trs, proizvedeni z mehaniziranim kmetijstvom. V mestu je sladkorni mlin. Še ena dobičkonosna dejavnost je tkanje in obnavljanje preprog. Nekateri ljudje so zaposleni pri živinoreji.